# تمثال أثينا (نادين)
يعود التمثال للفترة الحِميَـرية من موقع جبل العَـوْد، الذي تؤرخ مبانيه للقرون الثلاثة الأولى قبل الميلاد، واندثر الموقع بعد تعرضه لحريق في نهاية القرن الثالث للميلاد. ينتمي التمثال إلى مجموعة من القطع الأخرى ذات الطابع اليوناني الهلنستي المكتشفة في نفس الموقع بتنقيب عشوائي، حيث توجد قطعتان أخرى - إلى جانب التمثال حالي - تصوّر الإلهة اليونانية أثينا. وقد توصلت دراسة فنية أجراها الباحثان Fleischer و Schulz إلى تأريخ التمثال بالفترة بين القرن الأول قبل الميلاد إلى الأول الميلادي.

## وصف التمثال
مقطعي لجذع امرأة تلبس سترة إغريقية تقليدية دون أكمام، مليئة بالزخارف، ونرى عليها ثعباناً ورأس المخلوقة الأسطورية اليونانية جورجون ودرعاً من جلد الماعز، كما توجد عروة على الكتف الأيسر، يلتفت رأسها إلى اليمين وتعتمر خوذة، والوجه منمّق الملامح، والتمثال مكرّس للمعبودة اليمنية "شمس" بحسب النقش بخط المسند المدون حول الرقبة.

## محتوى النقش
ن أ د ن / ذ ص د ق ن / ش م
قراءة يوسف عبدالله:
نؤدي هذا الصِداق (أي الإهداء، للمعبودة) الشمس.
قراءة نوربرت نيبز:
نأدان ابن صِدقان نَصَبَ (هذه القطعة).

## في الثقافة الشعبية
شأع خطأ في الآونة الأخيرة أن التمثال يصوّر ملكة يمنية تدعى "نادين ذي صدقن"، وقد تداولت شبكة الإنترت المعلومة المغلوطة بشكل واسع، في حين لا يرد ذلك في النقش ولا في أي مصدر علمي. وسبب الخطأ هو قراءة أول كلمة في النقش (ن أ د ن) حيث يقرأها بعض الهواة "نادين" (صيغة فرنسية حديثة!) في حين يقرأ المختصون لفظ "ن أ د ن" باحتمالين: الأول أنه فِعل من الجذر "نأد" مزيداً بالنون علامة المضارع بمعنى "نؤدي، نقرِّب، نهدي"، والاحتمال الثاني اعتمده المعجم السبئي الألماني بقراءة الكلمة بصفتها اسم علم "نأدان"؛ وفي الحالين لم يقترح أحد اسم "نادين" فضلاً عن كونها ملكة.

## وصلات خارجية
- "DASI: Digital Archive for the Study of pre-islamic arabian Inscriptions: Epigraph details". dasi.cnr.it. مؤرشف من الأصل في 2024-01-11. اطلع عليه بتاريخ 2024-01-11.

## قائمة المراجع
1. ↑  عزة علي عقيل بن يحيى (2010). البرونز في اليمن القديم. صنعاء: الصندوق الاجتماعي للتنمية. ج. 1. ص. 240-241.
2. ↑  - (2000). Yemen. Nel paese della Regina di Saba (بالإيطالية). Milan: Skira. p. 404. {{استشهاد بكتاب}}: الوسيط |مؤلف= يحوي أسماء رقمية (help)
3. ↑  Fleischer، Robert؛ Schulz، Regine (2012). "Figurale Bronzen ägyptischer und griechisch-römischer Art vom Jabal al-ʿAwd, Jemen". Archäologische Berichte aus dem Yemen ع. 13: 1–90. مؤرشف من الأصل في 2023-09-08.
4. ↑  Simpson, St John (2002). Queen of Sheba. Treasures from the ancient Yemen. London (بالإنجليزية). British Museum Press. p. 133.
5. ↑  Barbara Jändl (2009). Altsüdarabische Inschriften auf Metall. مؤرشف من الأصل في 2023-09-08.
6. ↑  "SearchResultDetail". sabaweb.uni-jena.de. مؤرشف من الأصل في 2023-10-03. اطلع عليه بتاريخ 2023-09-08.